# Beratende Landesversammlung (Rheinland-Pfalz)
Die Beratende Landesversammlung in Rheinland-Pfalz war ein nach dem Zweiten Weltkrieg eingesetztes Gremium zur Ausarbeitung einer Landesverfassung. Als Vorgänger des rheinland-pfälzischen Landtages entsprach es den Ernannten Landtagen anderer Länder in Deutschland.

## Geschichte

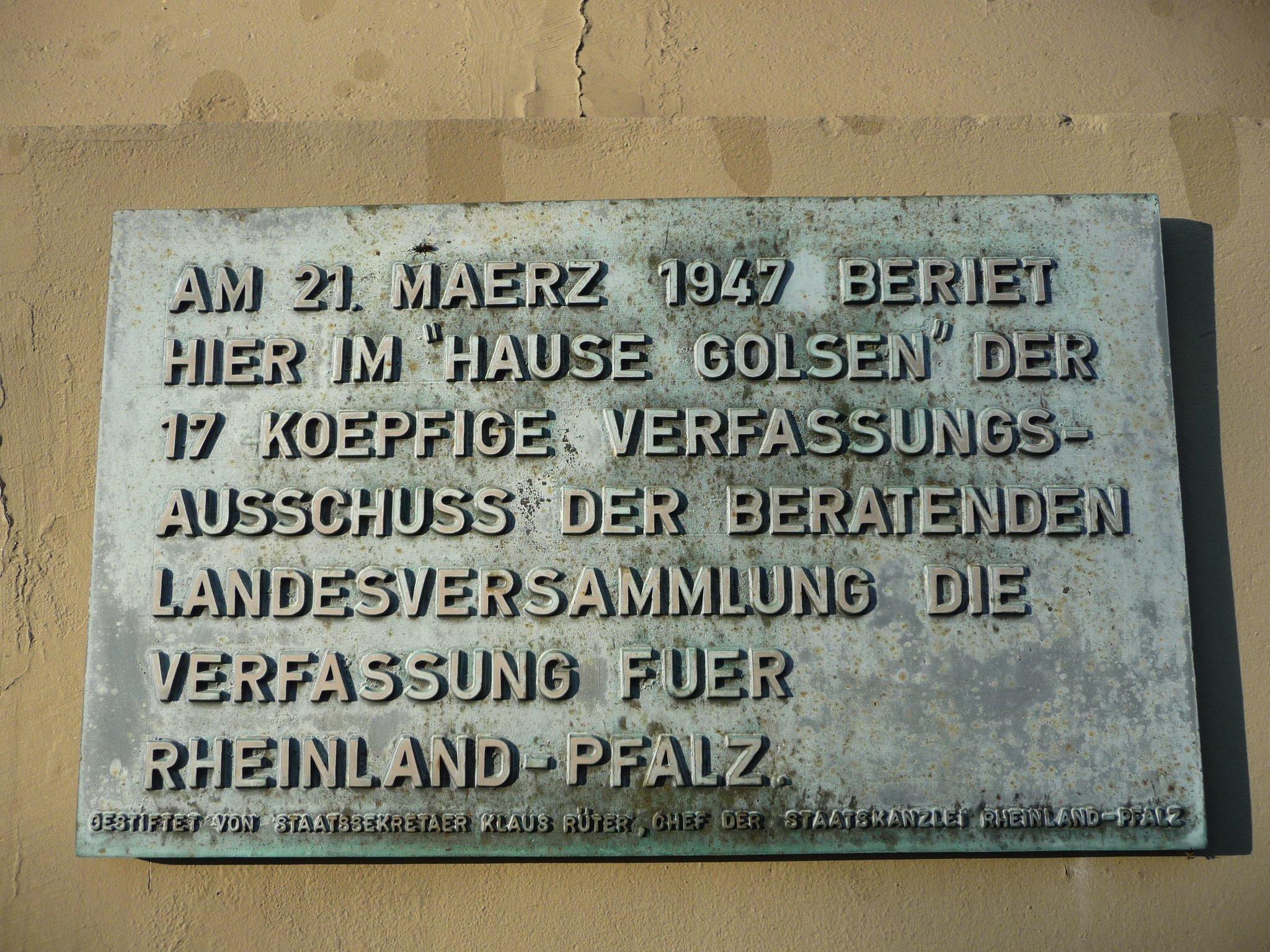
Gedenktafel am Weingut Golsen in Zell (Zellertal), wo der Verfassungsausschuss der Beratenden Landesversammlung am 21. März 1947 tagte

Die französische Militärverwaltung unter der Leitung von Militärgouverneur General Marie-Pierre Kœnig (→ Französische Besatzungszone) ordnete am 30. August 1946 die Schaffung des Landes Rheinland-Pfalz sowie die Konstituierung einer „Beratenden Versammlung“ an, die gemeinsam mit der vorläufigen Landesregierung einen Verfassungsentwurf für das Land ausarbeiten sollte. Zu diesem Zweck wurde zunächst eine „Gemischte Kommission“, bestehend aus den Mitgliedern der Oberpräsidien Rheinland-Hessen-Nassau und Hessen-Pfalz, eingesetzt.  Die mit Gründung des Landes verordnete „Gemischte Kommission“, als oberstes staatliches Organ neben der Vorbereitung der Beratenden Landesversammlung auch mit der Sicherung der Landesverwaltung beauftragt, trat erstmals am 12. September 1946 in Mainz während der gleichzeitig dort stattfindenden Feierlichkeiten zur Landesgründung zusammen, um nach dem Willen Marie-Pierre Kœnigs in Mainz „als der Hauptstadt des neuen Staates“ die „Bedeutung zu unterstreichen, die der Schaffung des neuen rhein-pfälzischen Landes zukommt“.
Nachdem am 15. September und 13. Oktober 1946 die Kommunalwahlen durchgeführt worden waren, wurden vier Wahlmännergremien mit insgesamt 1.655 Mitgliedern gebildet. Dies waren alle Kreistagsmitglieder sowie alle Gemeinderatsmitglieder der Gemeinden mit mehr als 7.000 Einwohnern. Die Wahlmännergremien wählten am 17. November 1946 nach den Prinzipien des Verhältniswahlrechtes die Mitglieder der Beratenden Landesversammlung.
Die Beratende Landesversammlung trat das erste Mal am 22. November 1946 zu ihrer konstituierenden Sitzung im Koblenzer Stadttheater zusammen. Sie selbst verstand sich als parlamentarische Volksvertretung und bezeichnete sich in ihren Beratungen als „Landtag“. Trotzdem konnte sie weder Gesetze erlassen, noch die Landesregierung kontrollieren. Am 25. April 1947 verabschiedete sie im Hotel Rittersturz auf den Rheinhöhen bei Koblenz den Entwurf der Landesverfassung und empfahl der Bevölkerung die Annahme im Volksentscheid. Bei der namentlichen Schlussabstimmung über den Verfassungsentwurf stimmten von 127 Mitgliedern der Beratenden Landesversammlung 70 mit Ja und 31 mit Nein. 26 Abgeordnete waren bei dieser Sitzung nicht anwesend.
Bei der Volksabstimmung am 18. Mai 1947 stimmten 53 % der Bevölkerung für und 47 % gegen den Verfassungsentwurf. Die Beratende Landesversammlung schloss daraufhin ihre Beratungen ab und löste sich auf. Am gleichen Tag erfolgte die Wahl des ersten Rheinland-Pfälzischen Landtages.

## Mitglieder
Die Beratende Landesversammlung bestand nach ihrer Wahl vom 17. November 1946 aus insgesamt 127 Mitgliedern (→ Mitglieder der Beratenden Landesversammlung). Davon gehörten 70 der CDP/CDU (55,1 %), 41 der SPD (32,3 %), neun der KPD (7,1 %), fünf dem SV (3,9 %) und zwei der LP (1,6 %) an, wobei die letzteren beiden eine gemeinsame Fraktion bildeten.